# Hecyrofrea conradti
Hecyrofrea conradti là một loài bọ cánh cứng trong họ Cerambycidae.